# Hickory Withe
Hickory Withe is een plaats (town) in de Amerikaanse staat Tennessee, en valt bestuurlijk gezien onder Fayette County.

## Demografie
Bij de volkstelling in 2000 werd het aantal inwoners vastgesteld op 2574.

## Geografie
Volgens het United States Census Bureau beslaat de plaats een oppervlakte van
73,6 km², waarvan 73,3 km² land en 0,3 km² water.

## Plaatsen in de nabije omgeving
De onderstaande figuur toont nabijgelegen plaatsen in een straal van 20 km rond Hickory Withe.